# Arnhem

Arnhem (izgovorː /ˈɑrnhɛm/, /ˈɑrnɛm/ (info / uitleg), arnhemski: Ernem) je grad smješten u istočnom dijelu Nizozemske, i središte pokrajine Gelderland. Arnhem ima 150.817 stanovnika (2014.) i nalazi se među 10 najvećih gradova Nizozemske. U blizini grada protječe jedan od rukavaca rijeke Rajne (Nederrijn) i potok St. Jansbeek.
Iako u okolici grada postoje mnogi dokazi naseljenosti područja još iz prapovijesti, naziv grada se prvi puta spominje 893.g. i odnosi se na brojne orlove koji su naseljavali okolne brežuljek i šume. Današnje naselje ima svoje porijeklo iz 1233. godine kad je dobilo status grada.

## Poznate osobe
- Eduard Alexander van Beinum, dirigent